# Utricularia benjaminiana
Utricularia benjaminiana es una especie de planta carnívora de tamaño mediano, perennifolia y acuática colgante, que pertenece a la familia Lentibulariaceae.

## Descripción
Es una planta perenne, acuática. Tiene hojas divididas, de 1.5–10 cm de largo, con trampas en los ángulos entre los segmentos. Las inflorescencias en racimos de 3–25 cm de largo, con un verticilo de órganos hinchados y parecidos a hojas cerca de la base, pedicelos 2–10 mm de largo; lobos del cáliz subiguales, orbiculares, 1–1.5 mm de largo; corola 1–1.5 cm de largo, rosa viejo con una mancha amarilla, el labio superior 2-lobado y el inferior entero. El fruto es una cápsula elipsoide, 2.5–3.5 mm de largo, circuncísil.

## Distribución
Su distribución incluye países de África, Centroamérica y Sudamérica.

## Taxonomía
Utricularia benjaminiana fue descrita por Daniel Oliver (botánico) y publicado en Journal of the Proceedings of the Linnean Society 4: 176. 1860.
Etimología
Utricularia: nombre genérico que deriva de la palabra latina utriculus, lo que significa "pequeña botella o frasco de cuero".
benjaminiana: epíteto
Sinonimia
- Akentra inflata Benj.
- Utricularia cervicornuta H. Perrier
- Utricularia gilletii De Wild. & T. Durand
- Utricularia inflata (Benj.) Miq.
- Utricularia puberula Klotzsch
- Utricularia villosula Stapf[4]